# Minoru Honda
Minoru Honda (japanisch 本田 実 Honda Minoru [hoɴda mʲinoɽɯ]; * 26. Februar 1913 in Hattō, Präfektur Tottori; † 26. August 1990 in Kurashiki, Präfektur Okayama) war ein japanischer Amateurastronom.

## Leben
Minoru Honda wurde als ältester Sohn eines Bauern in einem kleinen Dorf in der Umgebung der Stadt Hattō (heute eingemeindet in Yazu) geboren. Nach dem Besuch der Grundschule und eines zweijährigen Aufbaukurses arbeitete Honda zunächst als Landwirt bei seinen Eltern. Bereits als Schüler war er an Astronomie interessiert und baute sich 1927 sein erstes Teleskop mit einer gekauften 28-mm-Linse. Im Alter von 17 Jahren las er Shigeru Kandas Buch über Kometen und als er daraus erfuhr, dass noch kein Komet in Japan entdeckt worden war, war er fest entschlossen, selbst einen zu finden.
Zunächst befasste er sich jedoch im Auftrag von Issei Yamamoto, dem Gründer der Oriental Astronomical Society, mit Beobachtungen des Zodiakallichts während einer Sonnenfinsternis 1936 auf Hokkaidō und anschließend im Auftrag der Universität Kyōto auch auf Taiwan. Im Jahr 1937 wurde Honda dazu berufen, am Zodiacal Light Observatory in Seto bei Fukuyama, Präfektur Hiroshima zu arbeiten. Dort entdeckte er im Oktober 1940 seinen ersten Kometen, der aber bereits drei Tage zuvor von Shigeki Okabayasi am Observatorium in Kurashiki erstmals beobachtet worden war. Nachdem Honda im Januar 1941 seinen zweiten Kometen entdeckt hatte, übernahm er im April 1941 die Position von Okabayasi am Observatorium in Kurashiki.
Im Juli 1941 wurde Honda als Soldat eingezogen. Er heiratete seine Frau Satoru (* 1. Juli 1913 in Seto, Präfektur Hiroshima; † 25. August 2015 in Kurashiki) am 30. Juli noch kurz vor seinen Einsätzen in Nordost-China, Singapur und Malaysia. Er hatte immer ein Monokular dabei und beobachtete die Sterne. In Singapur hatte er eine 8-cm-Linse gefunden, er baute sich damit erneut ein Teleskop und sah damit im Mai 1942 wieder einen Kometen. Es handelte sich aber um 26P/Grigg-Skjellerup – ein periodischer Komet, der schon vor ihm von George Van Biesbroeck und S. Kanda wieder aufgefunden worden war.
Honda kehrte im Mai 1946 nach Kurashiki zurück und entdeckte dort ein halbes Jahr später den nächsten Kometen. Seine Entdeckung wurde auf Veranlassung des Tokyo Astronomical Observatory durch die Besatzungsmächte an das Central Bureau for Astronomical Telegrams (CBAT) in Kopenhagen gemeldet, so dass er als Entdecker registriert und der Komet nach ihm benannt wurde. In Kurashiki, wo er 1952 die Leitung des Observatoriums übernahm, machte Honda auch seine weiteren jeweils unabhängigen Entdeckungen. Seinen vierten Kometen fand er 1948 mit bloßen Augen, weitere fünf bis 1965 mit einem 15-cm-Teleskop, und die drei letzten 1968 mit einem 12-cm-Fernglas.
Seine Entdeckungen fanden weite Aufmerksamkeit in den japanischen Zeitungen und brachten junge Amateurastronomen dazu, ebenfalls Kometen zu suchen, darunter Kaoru Ikeya und Tsutomu Seki, die seinen Rat suchten.
Im Februar 1960 begann Honda auch damit, auf fotografischen Aufnahmen nach Novae zu suchen. Zwischen 1970 und 1987 gelang es ihm so, 12 Novae zu entdecken. Die sehr helle Nova V1500 Cygni fand er 1975 darüber hinaus sogar mit bloßen Augen.
Ab 1965 leitete Honda den Wakatake Kindergarten in Kurashiki als stellvertretender Direktor, zwei Jahre später auch als Direktor, konnte aber wegen der Lichtverschmutzung dort keine Beobachtungen mehr durchführen. Seine Frau Satoru, die als Lehrerin und als Leiterin eines anderen Kindergartens gearbeitet hatte, stiftete ihre Altersbezüge zum Erwerb eines Grundstücks in den Bergen 30 km nördlich von Kurashiki bei Kayō. Honda errichtete dort im Jahr 1981 in 380 m Höhe ein kleines Observatorium, das er 1988 星尋山荘 Seijin-Sansō, deutsch ‚Sternwarte ‚Berghütte‘‘ nannte. Er suchte es häufig zu Beobachtungen auf, das letzte Mal noch zwei Tage vor seinem Tod.

## Ehrungen
- 1940, 1947, 1948 (2×) Donohoe Comet Medal von der Astronomical Society of the Pacific (insgesamt vier Mal verliehen)
- 1948 1. Kulturpreis der Stadt Kurashiki
- 1949 1. Kulturpreis der Präfektur Okayama
- 1949 6. chinesischer Kulturpreis der Zeitung Chūgoku Shimbun
- 1955 Preis der Japan Astronomical Study Group
- 1957 Gedenkpreis des Lions Club von Kurashiki
- 1963 Medaille am Violetten Band von der japanischen Regierung
- 1969 Preis der Zeitung Sanyo Shimbun
- 1970 Amateur Astronomers Medal der Amateur Astronomers Association of New York
- 1976 Shigeru Kanda Memorial Award der Japanischen Astronomischen Gesellschaft
- 1983 Miki Memorial Award der Präfektur Okayama
- 1985 Yoshikawa Eiji Kulturpreis der Eiji Yoshikawa National Culture Promotion Association
- 1985 Ehrenbürger der Stadt Hattō, Präfektur Tottori
- 1987 100. Jubiläumspreis der Société astronomique de France
- 1988 Preis der Oriental Astronomical Association
- 1989 7. Chiro Award der Hoshinotechou Co., Ltd.
- 1990 Ehrenbürger der Stadt Kurashiki, Präfektur Okayama
- ASJ Award der Astronomischen Gesellschaft Japans (viermal verliehen)
- OAA Award des Gifu Observatory (zweimal verliehen)

Der Asteroid (3904) Honda wurde nach ihm benannt, der Asteroid (8485) Satoru nach seiner Frau und der Asteroid (11442) Seijin-Sanso nach seinem Observatorium.

## Kometenentdeckungen
1. C/1940 S1 (Okabayasi-Honda), entdeckt am 3. Oktober 1940
2. C/1941 B1 (Friend-Reese-Honda), entdeckt am 21. Januar 1941
3. C/1947 V1 (Honda), entdeckt am 13. November 1947
4. C/1948 L1 (Honda-Bernasconi), entdeckt am 2. Juni 1948
5. 45P/1948 X1 (45P/Honda-Mrkos-Pajdusakova), entdeckt am 3. Dezember 1948
6. C/1953 G1 (Mrkos-Honda), entdeckt am 12. April 1953
7. C/1955 O1 (Honda), entdeckt am 28. Juli 1955
8. C/1962 H1 (Honda), entdeckt am 28. April 1962
9. C/1964 L1 (Tomita-Gerber-Honda), entdeckt am 9. Juni 1964
10. C/1968 H1 (Tago-Honda-Yamamoto), entdeckt am 30. April 1968
11. C/1968 N1 (Honda), entdeckt am 6. Juli 1968
12. C/1968 Q2 (Honda), entdeckt am 30. August 1968[6]

## Nova-Entdeckungen
1. FH Ser, entdeckt am 13. Februar 1970
2. V1229 Aql, entdeckt am 14. April 1970
3. V1500 Cyg, entdeckt am 29. August 1975
4. LW Ser, entdeckt am 5. März 1978
5. V3876 Sgr, entdeckt am 7. April 1978
6. PU Vul, entdeckt am 5. April 1979
7. V4065 Sgr, entdeckt am 28. Oktober 1980
8. V1760 Cyg, entdeckt am 29. November 1980
9. V693 CrA, entdeckt am 2. April 1981
10. V1370 Aql, entdeckt am 27. Januar 1981
11. V4077 Sgr, entdeckt am 4. Oktober 1982
12. V1378 Aql, entdeckt am 2. Dezember 1984
13. V827 Her, entdeckt am 25. Januar 1987[7]